# Flusspferde

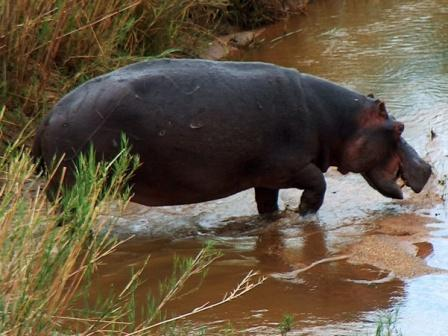
Großflusspferd

Die Flusspferde (Hippopotamidae) sind eine Familie der Säugetiere. Sie umfassen zwei lebende Arten, das (Groß-)Flusspferd und das Zwergflusspferd. Es sind schwerfällig gebaute, nahezu unbehaarte Tiere, die sich von Pflanzen ernähren und in Afrika südlich der Sahara beheimatet sind. Beide Arten sind aufgrund der Bejagung und der Lebensraumzerstörung in ihrem Bestand gefährdet. Traditionell werden sie in die Paarhufer eingeordnet, ihre nächsten lebenden Verwandten sind aber die Wale. Mit den Pferden sind sie trotz ihres Namens nicht näher verwandt.

## Merkmale
Flusspferde haben einen schweren, fassförmigen Körper, der von vier kurzen, stämmigen Beinen getragen wird. Die Beine enden jeweils in vier Zehen, die jeweils mit einem hufartigen Nagel bedeckt sind. Das Zwergflusspferd hat schmalere Füße mit weniger ausgebildeten Schwimmhäuten, es kann die Zehen weiter spreizen als das Großflusspferd. Die meist bräunlich oder schwarz gefärbte Haut ist bis auf Borsten im Gesicht und am Schwanz unbehaart. Die Haut ist an Land der Gefahr der Austrocknung ausgesetzt, weswegen Hautdrüsen dieser Tiere eine rötliche Flüssigkeit absondern, die als Schutz vor den Sonnenstrahlen dient und – zumindest beim Großflusspferd – auch eine antibiotische Wirkung hat. Aufgrund dieser rötlichen Flüssigkeit wurde früher fälschlicherweise angenommen, Flusspferde würden „Blut schwitzen“. Das Großflusspferd ist mit einer Kopf-Rumpf-Länge von bis zu 3,5 Metern und einem Gewicht von bis zu 2000 Kilogramm deutlich größer und schwerer als das Zwergflusspferd, das nur 1,75 Meter Kopf-Rumpf-Länge und 270 Kilogramm Gewicht erreicht.
Der Kopf der Flusspferde sitzt auf einem kurzen Hals, der Schädel ist groß und durch einen verlängerten Gesichtsschädel charakterisiert, die Schädelhöhle ist hingegen vergleichsweise klein. Die Schnauzenregion ist beim Großflusspferd aufgrund der Eckzahnfächer sehr breit und auffallend geformt. Augen, Nasenöffnungen und Ohren sind bei beiden Arten hoch oben am Kopf angesetzt, wodurch die Tiere den Kopf nur wenig aus dem Wasser heben müssen, um sehen oder atmen zu können. Ohren und Nasenlöcher sind als Anpassung an die teilweise wasserbewohnende Lebensweise verschließbar.
Die Schneide- und Eckzähne sind hauerartig entwickelt und wachsen das ganze Leben. Die Schneidezähne sind rundlich und weit voneinander entfernt. Zwergflusspferde haben meist nur ein Paar untere Schneidezähne, Großflusspferde hingegen zwei oder drei. Die oberen Schneidezähne sind kleiner und wachsen nach unten, die unteren sind länger und stehen nach vorne. Die unteren Eckzähne sind die größten Zähne und wachsen nach oben und außen. Pro Kieferhälfte sind vier Prämolaren und drei Molaren ausgebildet. Insgesamt haben Flusspferde 38 bis 42 Zähne und es ergibt sich nebenstehende Zahnformel.
Flusspferde haben einen – konvergent zu den Wiederkäuern entwickelten – mehrkammerigen Magen. Dieser weist zwei Blindsäcke auf, in denen die Nahrung durch Mikroorganismen zersetzt wird. Sie käuen aber nicht wieder.

## Verbreitung und Lebensraum
Flusspferde sind heute nur noch in Afrika südlich der Sahara beheimatet. Das Zwergflusspferd ist dabei auf Westafrika beschränkt, das Großflusspferd kommt daneben auch im östlichen und südlichen Teil des Kontinents vor. Das Verbreitungsgebiet beider Arten ist jedoch durch menschliche Einflussnahme stark verkleinert und zerstückelt worden. Bis ins 19. Jahrhundert kamen Flusspferde auch am Unterlauf des Nils vor („Nilpferd“), bis vor wenigen hundert Jahren auch auf Madagaskar. Noch im Pleistozän gab es Flusspferde auch in Europa und Asien, Zwergformen hielten sich auf einigen Mittelmeerinseln bis zum Beginn des Holozäns.
Flusspferde leben stets in der Nähe von Gewässern, etwa Flüssen und Seen, dabei sind Großflusspferde stärker ans Wasser gebunden. Zwergflusspferde kommen meist in Wäldern und Sumpfregionen vor, Großflusspferde benötigen hingegen offene Grasflächen als Weideland.

## Lebensweise

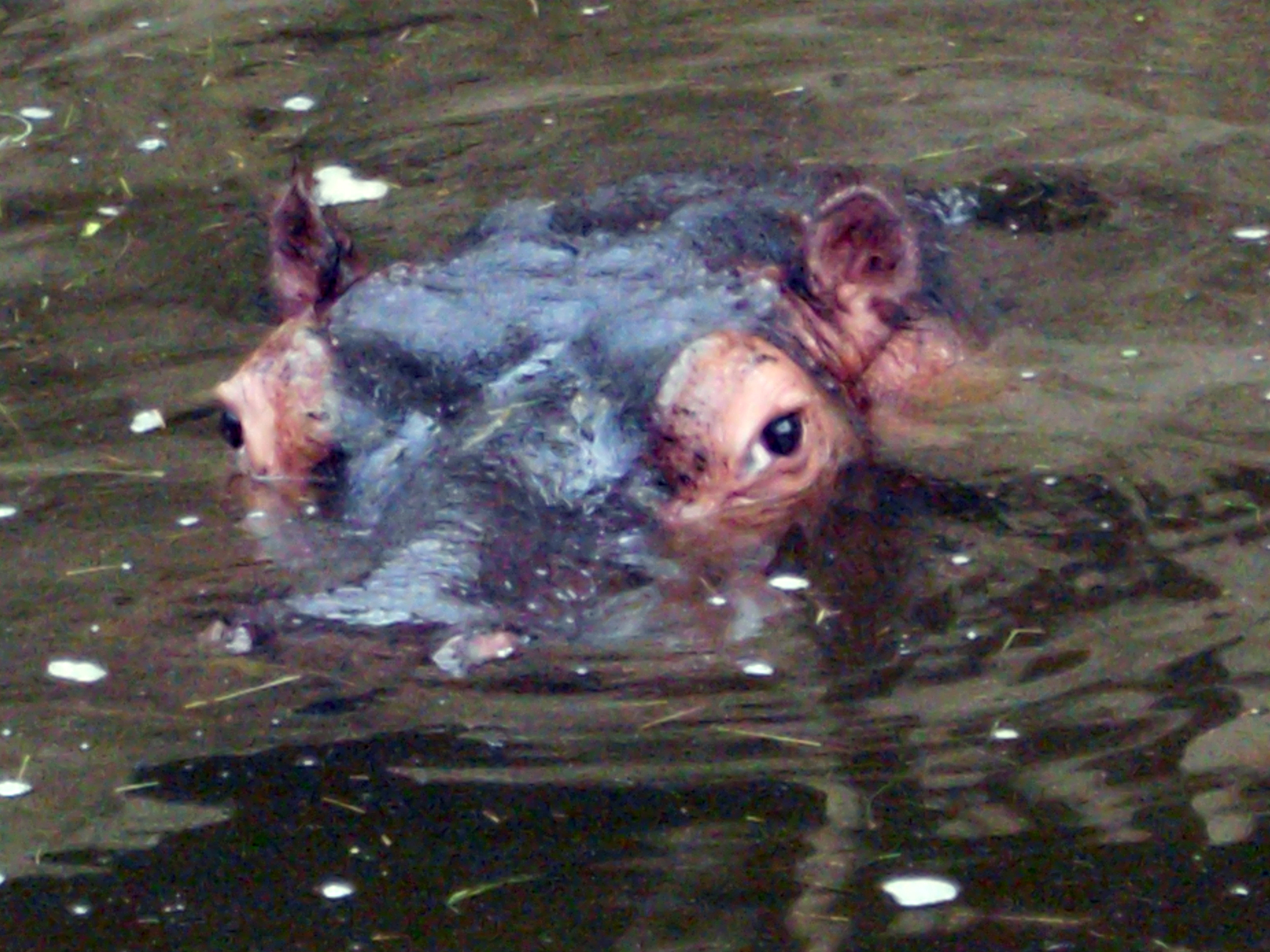
Flusspferde sind eher nachtaktiv und verbringen den Tag oft in Gewässern verborgen

Flusspferde sind dämmerungs- oder nachtaktive Tiere. Tagsüber ruhen sie entweder im Wasser oder in Gewässernähe, nachts gehen sie auf Nahrungssuche. Dabei legen sie Trampelpfade oder Schneisen durch das Unterholz an, um schneller voranzukommen. Flusspferde sind Pflanzenfresser. Während das Großflusspferd vorwiegend Gräser zu sich nimmt, frisst das Zwergflusspferd auch Blätter, Triebe, Früchte und Ähnliches. Die Schneide- und Eckzähne haben bei der Nahrungsaufnahme keine Funktion, dafür werden die scharfen Ränder der Lippen verwendet.
Flusspferdmännchen versuchen, ein Revier zu etablieren, das sich mit dem von mehreren Weibchen überlappt, und sich mit diesen fortzupflanzen. Großflusspferde bilden des Öfteren Gruppen aus 10 bis 15 Tieren, vorrangig Weibchen mit ihren Jungtieren, seltener auch Junggesellengruppen. Zwergflusspferde leben hingegen stärker einzelgängerisch. Die einzige stabile Bindung bei Flusspferden ist die zwischen der Mutter und dem Jungtier. Zwergflusspferde gehen einander meist aus dem Weg, bei Großflusspferden kann es zwischen zwei Männchen auch zu heftigen, mit den Hauern ausgetragenen Kämpfen kommen.

## Fortpflanzung

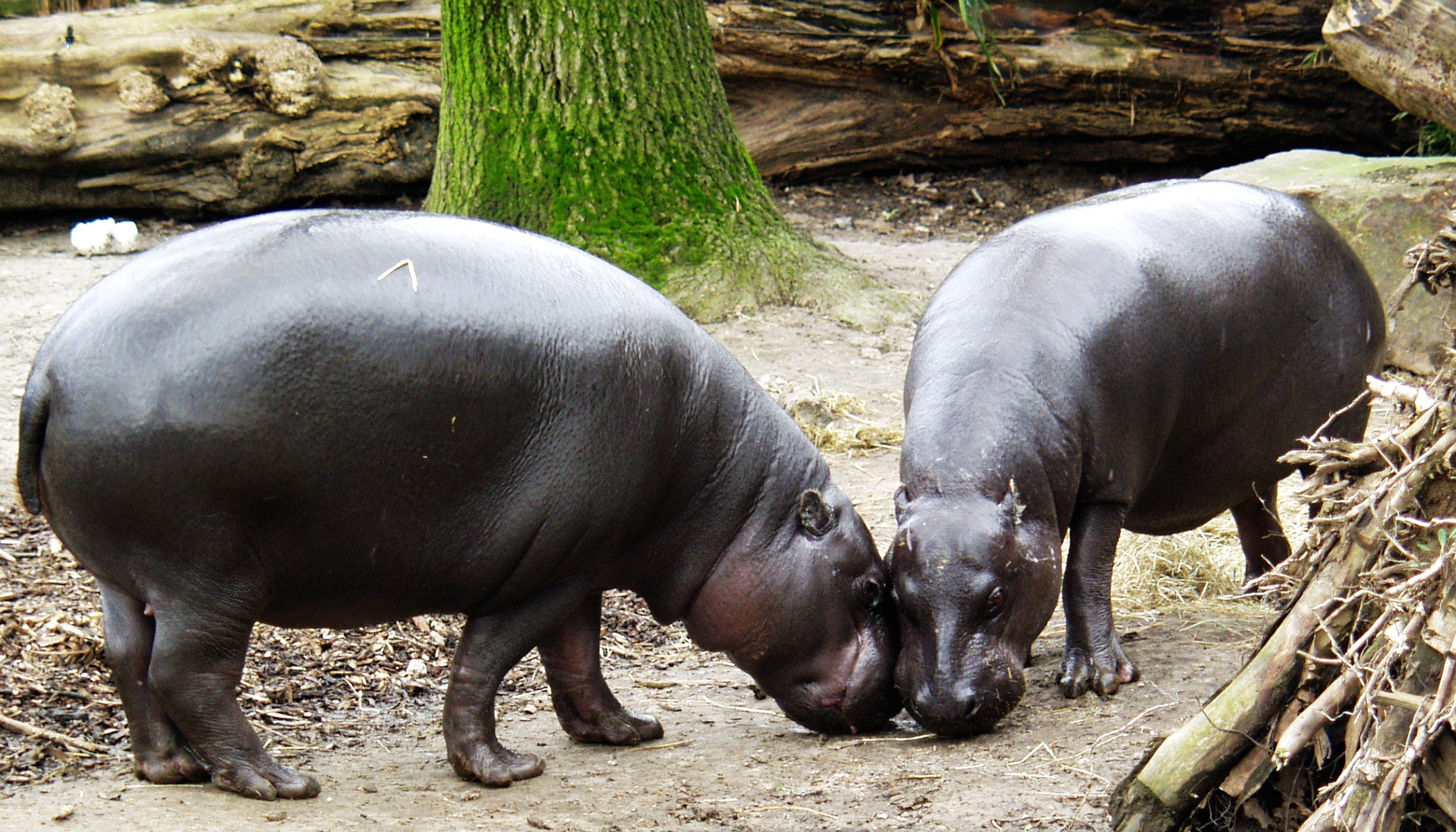
Zwei Zwergflusspferde

Bei Großflusspferden fallen viele Geburten in die feuchtesten Monate, bei Zwergflusspferden ist keine Saisonalität bekannt. Die Trächtigkeitsdauer ist mit sechs bis acht Monaten – verglichen mit der Körpergröße – kurz. Üblicherweise kommt ein einzelnes Jungtier im Wasser zur Welt. Dieses wird nach sechs bis acht Monaten entwöhnt und ist nach mehreren Jahren geschlechtsreif. Flusspferde in menschlicher Obhut können über 50 Jahre alt werden, in freier Wildbahn wird für Großflusspferde ein Höchstalter von 30 bis 40 Jahren angenommen.

## Flusspferde und Menschen
Beide heute lebenden Flusspferdarten sind in ihrem Bestand gefährdet. Die Gründe dafür liegen zum einen in der Bejagung wegen ihres Fleisches, ihrer Haut und – im Fall des Großflusspferds – ihrer Zähne, die als Elfenbein verarbeitet wurden. Hinzu kommt in jüngerer Zeit der Verlust ihres Lebensraums durch Umwandlung in landwirtschaftlich genutzte Flächen. Die Tatsache, dass die Verbreitungsgebiete dieser Tiere teils in von Kriegen und Konflikten betroffenen Ländern liegen und somit ein effektiver Schutz nicht möglich ist, spielt eine weitere Rolle. Die Verbreitungsgebiete beider Arten sind zurückgegangen und stark zersplittert, ein weiterer Rückgang der Populationen wird befürchtet. Die Gesamtpopulation des Zwergflusspferds wird auf 3000 Tiere geschätzt, die Art gilt als stark gefährdet (endangered). Für das Großflusspferd belaufen sich Schätzungen auf 125.000 bis 148.000 Tiere, diese Art wird als gefährdet (vulnerable) gelistet. In Deutschland gibt es sechs Zoos, in denen Flusspferde gehalten werden (Stand 2019).

## Systematik

### Äußere Systematik

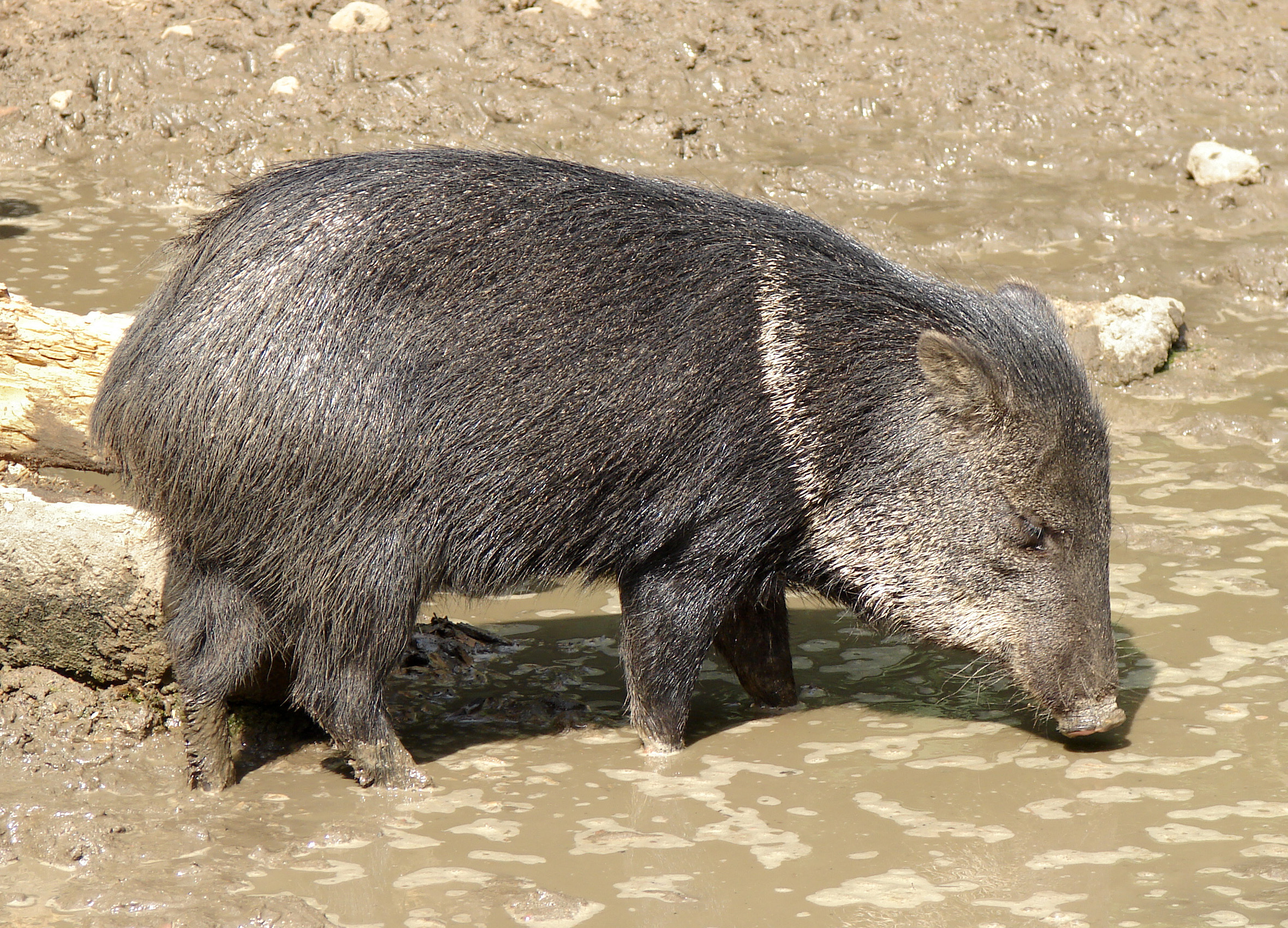
Nabelschweine oder Pekaris galten lange Zeit als nahe Verwandte der Flusspferde, was heute angezweifelt wird.

Bis zum Ende des 20. Jahrhunderts wurden die Flusspferde unzweifelhaft den Paarhufern (Artiodactyla) zugeordnet. Aufgrund der niederkronigen Form ihrer Backenzähne und des Baus des Magens, der stark dem der Nabelschweine ähnelt, bildeten sie zusammen mit Echten Schweinen und Nabelschweinen die Unterordnung der Schweineartigen oder Nichtwiederkäuer (Suina oder Nonruminantia). Besonders die Nabelschweine galten als nahe Verwandte der Flusspferde.
Seit den 1990er-Jahren wurde begonnen, mittels Molekularbiologie systematische Studien zu erarbeiten. Dabei wird versucht, durch Sequenzierung der DNA und RNA genetische Informationen zu erlangen und mit den Daten anderer Lebewesen zu vergleichen, um anhand des Ähnlichkeitsgrades Hinweise auf den Verwandtschaftsgrad zu eruieren. Diese Studien sind zu dem überraschenden Ergebnis gekommen, dass die Paarhufer paraphyletisch in Bezug auf die Wale sind, das heißt, dass einige Paarhufer näher mit den Walen als den übrigen Vertretern ihrer Gruppe verwandt sind. Tatsächlich stellten sich die Flusspferde als die nächsten lebenden Verwandten der Wale heraus; dies wurde unter anderem anhand von Caseingenen, SINEs, Fibrinogen-Sequenzen, Cytochrom- und rRNA-Sequenzen, IRBP- und vWF-Gensequenzen , Adrenorezeptoren und Apolipoproteinen bestätigt. In einer dieser Studien wurde von Claudine Montgelard, Francois M. Catzeflis und Emmanuel Douzery 1997 erstmals der Name Cetartiodactyla für das neue Taxon aus Paarhufern und Walen vorgeschlagen, der sich aus den wissenschaftlichen Bezeichnungen der Wale (Cetacea) und Paarhufer (Artiodactyla) zusammensetzt. Anfang des 21. Jahrhunderts wurden dann auch fossile Überreste von urtümlichen Vertretern der Wale (Pakicetus) gefunden, die den paarhufer-typischen Bau des Sprungbeins aufweisen und so die nahe Verwandtschaft bestätigen.

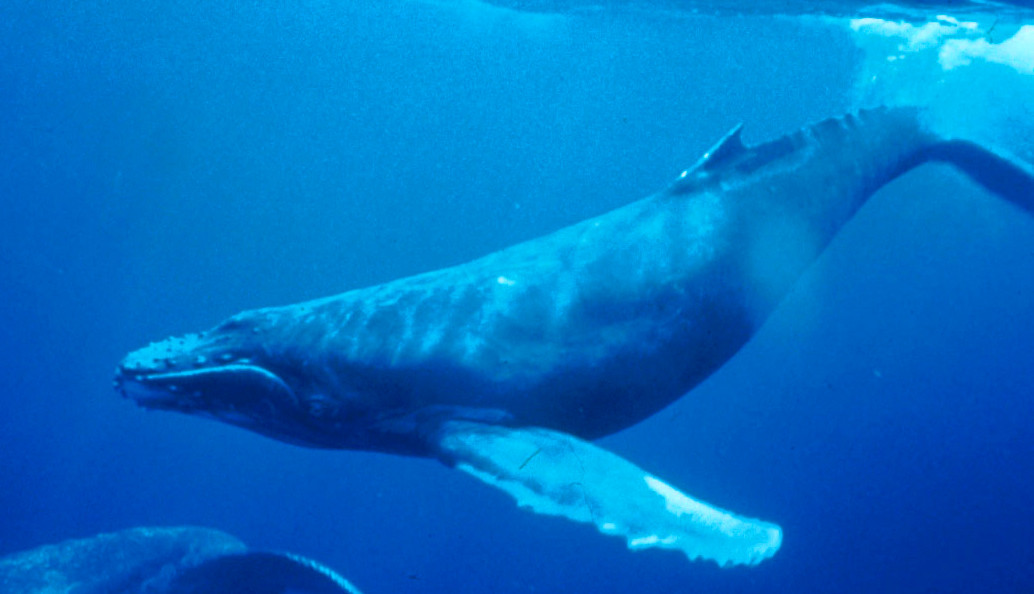
Durch molekulare und auch morphologische Studien wurde bestätigt, dass die Wale die nächsten lebenden Verwandten der Flusspferde sind.

Es wurden auch morphologische Untersuchungen durchgeführt, um den molekularbiologischen Befund der Nahverwandtschaft von Flusspferden und Walen zu unterstützen. In der Anordnung der Höcker der Backenzähne, im Bau der Mittelfußknochen und des Schädels konnten Übereinstimmungen gefunden werden, die ein Schwestergruppenverhältnis dieser zwei Taxa unterstützen. Ob die auffälligste Gemeinsamkeit, der Verlust des Felles und der Talgdrüsen, ein gemeinsames Merkmal oder eine unabhängig voneinander entwickelte Anpassung an die wasserbewohnende Lebensweise ist, war lange Zeit umstritten, neuere genetische Untersuchungen lassen jedoch vermuten, dass die Anpassung an das Wasser zweimal unabhängig voneinander erfolgte. Dafür sprechen auch weitere anatomische Merkmale wie etwa der Aufbau des Mittelohrs.
Schon vor dieser Untersuchung waren Zweifel an der Theorie eines gemeinsamen aquatischen Vorfahren aufgekommen, weil sich erwies, dass der älteste Vertreter der Wale im frühen Eozän (vor rund 53 Millionen Jahren), das älteste bekannte Flusspferd aber erst im Miozän (vor rund 15 Millionen Jahren) gelebt hat. Da der gemeinsame Vorfahre von Walen und Flusspferden vor den ersten Walen gelebt haben muss, ergibt sich eine 40 Millionen Jahre lange Lücke der Fossilgeschichte der Flusspferde. In Anbetracht der vergleichsweise guten Fossilfundrate der Paarhufer erscheint es unwahrscheinlich, dass es ausgerechnet von Vorfahren der Flusspferde keine Überreste geben sollte. Das Augenmerk der Forschung richtete sich daher auf die Anthracotheriidae, einer vom Eozän bis in das Miozän verbreiteten Paarhufergruppe, die bereits bei ihrer Entdeckung im 19. Jahrhundert als „flusspferdähnlich“ beschrieben wurde. Eine Studie aus dem Jahr 2005
zeigte, dass die jüngsten Vertreter der Anthracotheriidae starke Ähnlichkeiten mit den Flusspferden aufweisen. Als mögliches Szenario gilt dementsprechend, dass die Wale und die Anthracotheriidae von einem gemeinsamen Vorfahren abstammen und die Flusspferde sich aus den Anthracotheriidae entwickelten. Im Jahr 2015 wurde die Gattung Epirigenys anhand von Unterkiefer- und Zahnfunden aus dem nördlichen Kenia beschrieben, deren Alter rund 30 Millionen Jahre beträgt. Die Gattung stellt innerhalb der Anthracotheriiden den stammesgeschichtlich nächsten Verwandten der Flusspferde dar und steht diesen als Schwestergruppe gegenüber. Der Nachweis von Epirigenys im östlichen Afrika lässt annehmen, dass die Flusspferde sich möglicherweise auf dem Kontinent entwickelt haben. Demnach stammen die Vorfahren der heutigen Flusspferde von Einwanderern ab, die Afrika noch vor der Entstehung der Landbrücke nach Eurasien im Unteren Miozän (vor rund 23 Millionen Jahren) erreicht hatten.
Die vermuteten Abstammungslinien innerhalb der Cetartiodactyla lassen sich in folgendem Kladogramm wiedergeben:
|                           | Wiederkäuer (Ruminantia)                                                        |
|                           |                                                                                 |
| Cetancodonta/Whippomorpha | \| \| Wale (Cetacea) \| \| \| \| \| \| Flusspferde (Hippopotamidae) \| \| \| \| |
|                           | \| \| Wale (Cetacea) \| \| \| \| \| \| Flusspferde (Hippopotamidae) \| \| \| \| |
|                           | Wale (Cetacea)                                                                  |
|                           |                                                                                 |
|                           | Flusspferde (Hippopotamidae)                                                    |
|                           |                                                                                 |

|  | Wale (Cetacea)               |
|  |                              |
|  | Flusspferde (Hippopotamidae) |
|  |                              |

|                           | Wiederkäuer (Ruminantia)                                                        |
|                           |                                                                                 |
| Cetancodonta/Whippomorpha | \| \| Wale (Cetacea) \| \| \| \| \| \| Flusspferde (Hippopotamidae) \| \| \| \| |
|                           | \| \| Wale (Cetacea) \| \| \| \| \| \| Flusspferde (Hippopotamidae) \| \| \| \| |
|                           | Wale (Cetacea)                                                                  |
|                           |                                                                                 |
|                           | Flusspferde (Hippopotamidae)                                                    |
|                           |                                                                                 |

|  | Wale (Cetacea)               |
|  |                              |
|  | Flusspferde (Hippopotamidae) |
|  |                              |

|                           | Wiederkäuer (Ruminantia)                                                        |
|                           |                                                                                 |
| Cetancodonta/Whippomorpha | \| \| Wale (Cetacea) \| \| \| \| \| \| Flusspferde (Hippopotamidae) \| \| \| \| |
|                           | \| \| Wale (Cetacea) \| \| \| \| \| \| Flusspferde (Hippopotamidae) \| \| \| \| |
|                           | Wale (Cetacea)                                                                  |
|                           |                                                                                 |
|                           | Flusspferde (Hippopotamidae)                                                    |
|                           |                                                                                 |

|  | Wale (Cetacea)               |
|  |                              |
|  | Flusspferde (Hippopotamidae) |
|  |                              |

|                           | Wiederkäuer (Ruminantia)                                                        |
|                           |                                                                                 |
| Cetancodonta/Whippomorpha | \| \| Wale (Cetacea) \| \| \| \| \| \| Flusspferde (Hippopotamidae) \| \| \| \| |
|                           | \| \| Wale (Cetacea) \| \| \| \| \| \| Flusspferde (Hippopotamidae) \| \| \| \| |
|                           | Wale (Cetacea)                                                                  |
|                           |                                                                                 |
|                           | Flusspferde (Hippopotamidae)                                                    |
|                           |                                                                                 |

|  | Wale (Cetacea)               |
|  |                              |
|  | Flusspferde (Hippopotamidae) |
|  |                              |

### Interne Systematik
Die Flusspferde sind, wie oben erwähnt, eine erdgeschichtlich junge Gruppe, die erstmals im Miozän vor etwa 15 Millionen Jahren erscheint. Der älteste bekannte Vertreter ist Kenyapotamus aus dem mittleren Miozän aus Afrika. Im späten Miozän war die Gruppe dann schon über Afrika und Eurasien verbreitet, in die Neue Welt sind die Flusspferde hingegen nie gekommen.
Aus Afrika und dem Nahen Osten ist die Gattung Archaeopotamus bekannt, aus Asien die Gattung Hexaprotodon, wobei umstritten ist, ob das heute noch lebende Zwergflusspferd in diese Gattung oder in die eigene Gattung Choeropsis einzuordnen ist. Eine Untersuchung von Jean-Renaud Boisserie spricht sich für die zweite Lösung aus.
Arten- und formenreich war die Gattung Hippopotamus, die heute nur noch durch das Großflusspferd (H. amphibius) vertreten ist. Aus Afrika und Europa ist Hippopotamus gorgops bekannt, das durch seine hochgestellten, auf kleinen Stielen sitzenden Augen charakterisiert war, aus dem Pleistozän Europas das riesenhafte Hippopotamus antiquus. Auf einigen Mittelmeerinseln entwickelten sich ebenfalls im Pleistozän Zwergformen, die Beispiele für Inselverzwergung darstellen, dies sind Hippopotamus. minor auf Zypern, Hippopotamus creutzburgi auf Kreta sowie Hippopotamus melitensis und Hippopotamus pentlandi auf Malta und Sizilien. Auch die Madagassischen Flusspferde, die mit Hippopotamus guldbergi, Hippopotamus lemerlei und Hippopotamus laloumena drei Arten umfassen und erst vor wenigen Jahrhunderten ausstarben, werden meist zur Gattung Hippopotamus gerechnet.